# Distrito Centro (Granada)
Centro es un distrito municipal de la ciudad de Granada, en España, situado en la zona central de la capital granadina. Está compuesto por los barrios de Centro-Sagrario y Realejo-San Matías. También este distrito incluye el conjunto monumental de la Alhambra. El distrito Centro limita con los distritos Beiro, Albaicín, Genil y Ronda. 
El distrito incluye multitud de barriadas históricas, como Barranco del Abogado, Realejo, Las Angustias, San Matías, Santa Ana, Magdalena o Gracia, entre otras.
En este distrito se encuentran lugares emblemáticos en la ciudad como la Catedral, la Capilla Real —donde reposan los restos de los Reyes Católicos, Juana la Loca y Felipe el Hermoso—, la Alcaicería, el Zacatín —antiguo mercado de sedas del Reino nazarí de Granada—, el Ayuntamiento, la plaza Bib-Rambla, la plaza de las Pasiegas, entre otros.
También es la zona comercial más importante de la ciudad, concentrada en torno a las calles Recogidas, Mesones, Alhóndiga, Puentezuelas, Gran Vía de Colón, Reyes Católicos y Acera del Darro.

## Lugares destacados

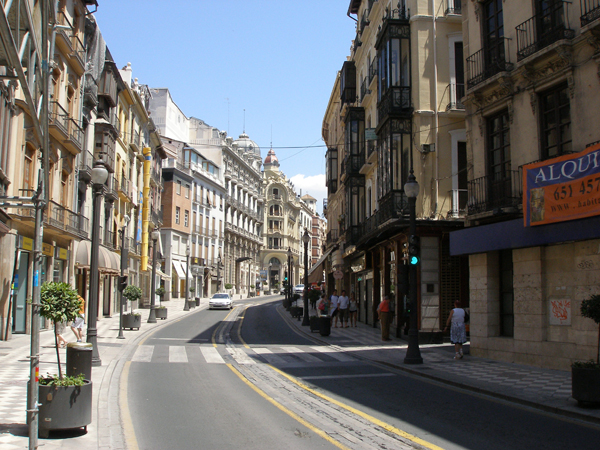
Calle Reyes Católicos
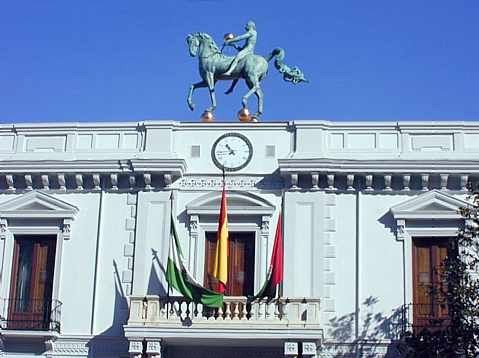
Ayuntamiento de Granada
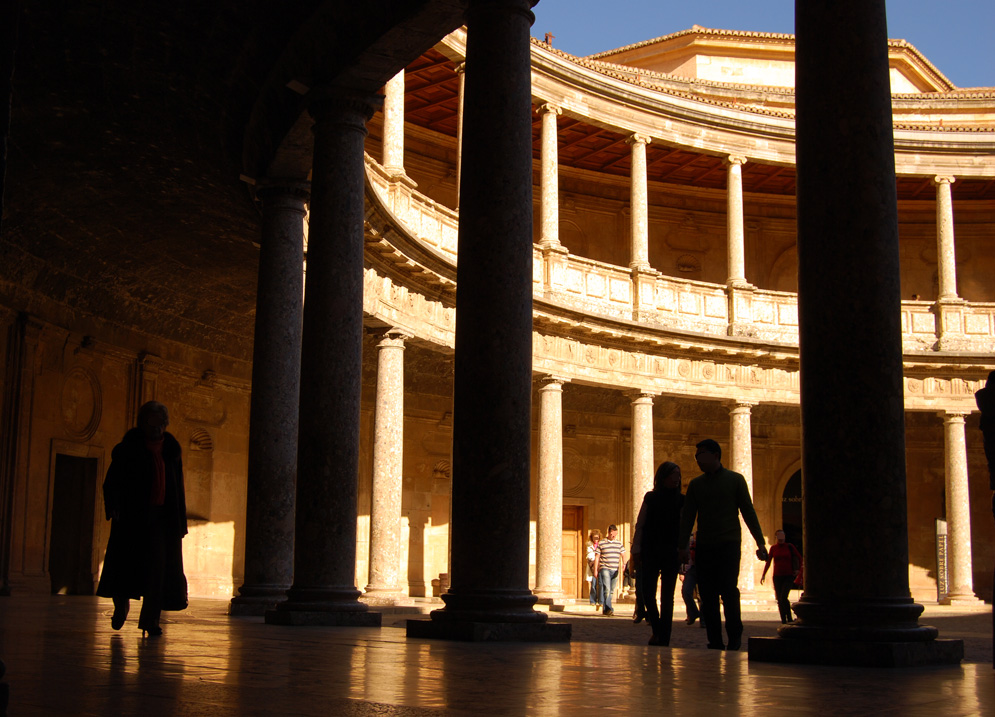
Palacio de Carlos V
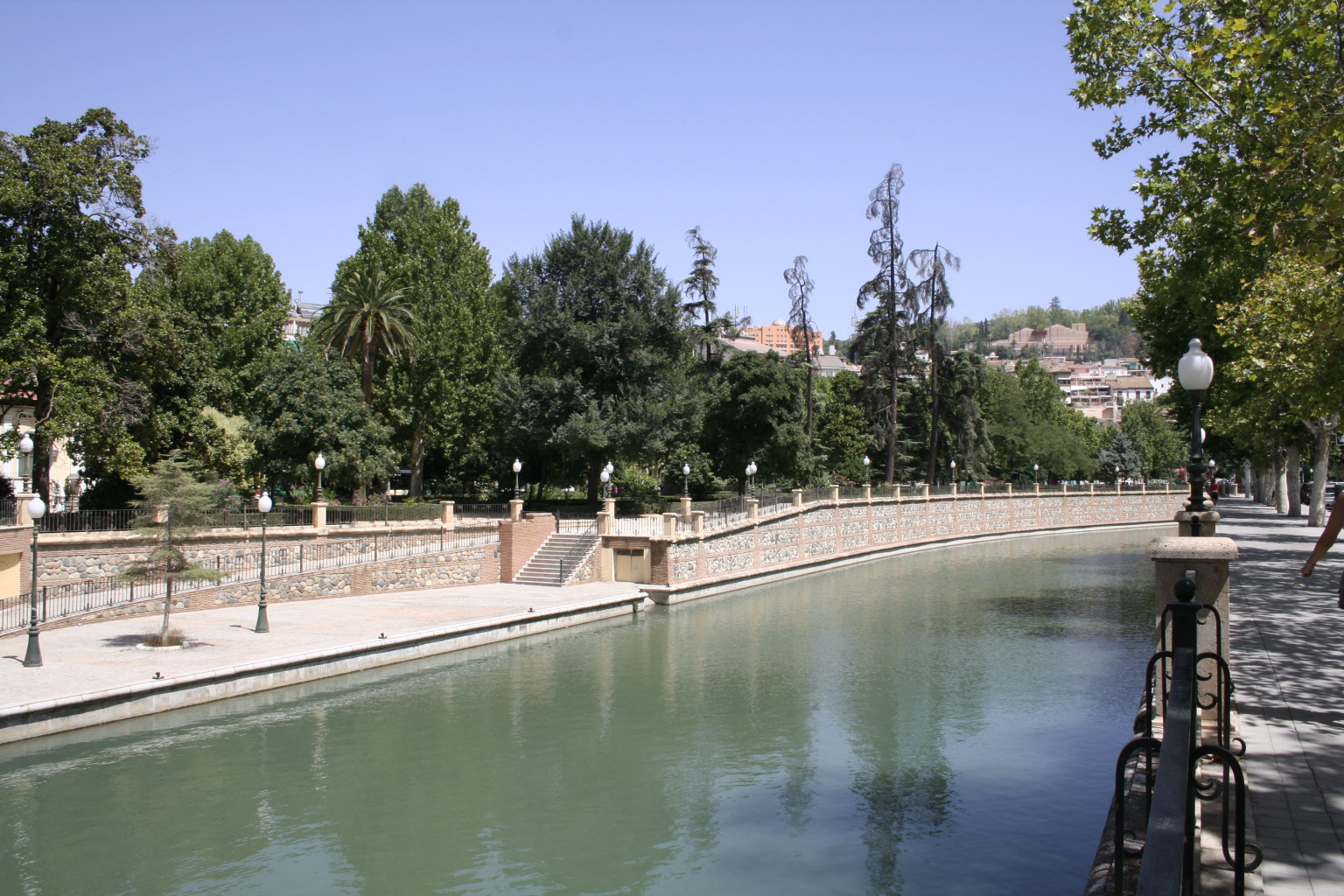
Río Genil, entre el Distrito Centro (izq.) y el Distrito Genil (der.)
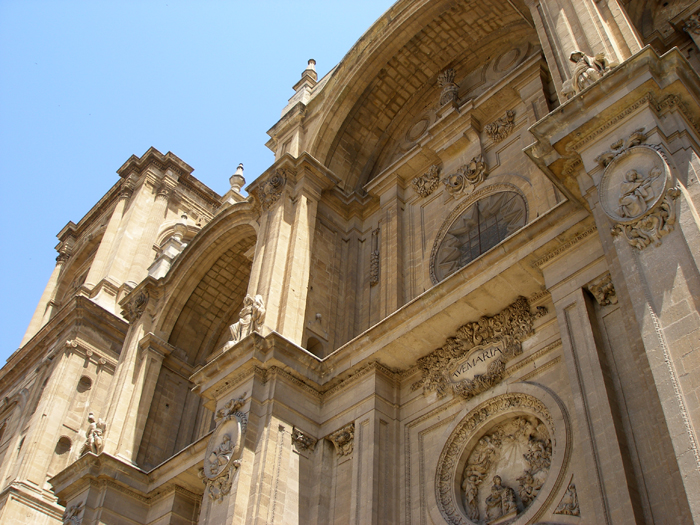
Catedral de Granada
Interior de la Catedral de Granada
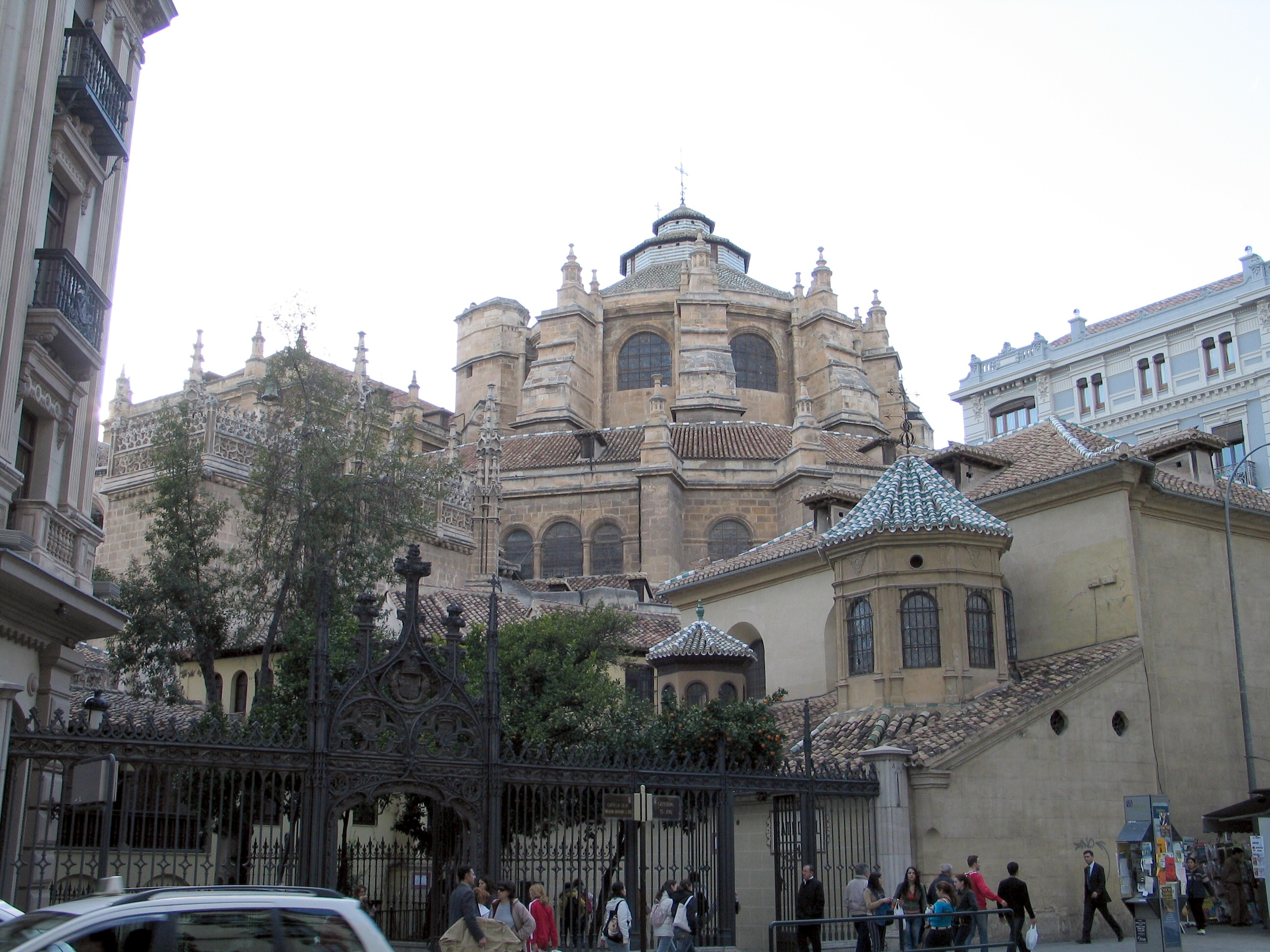
Capilla Real de Granada
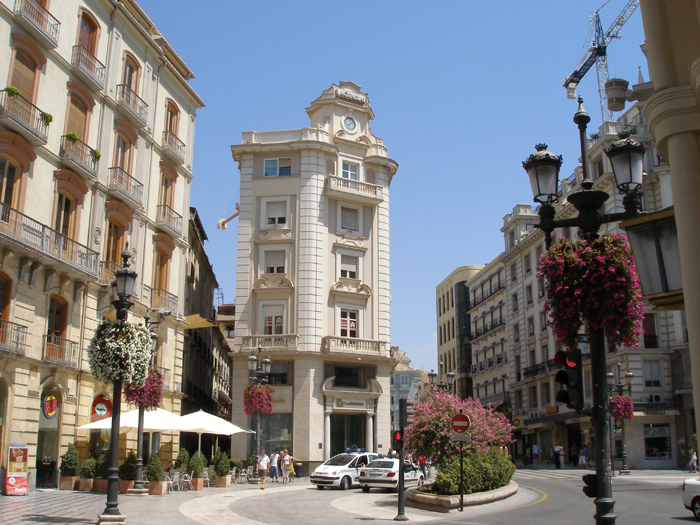
Puerta Real de España
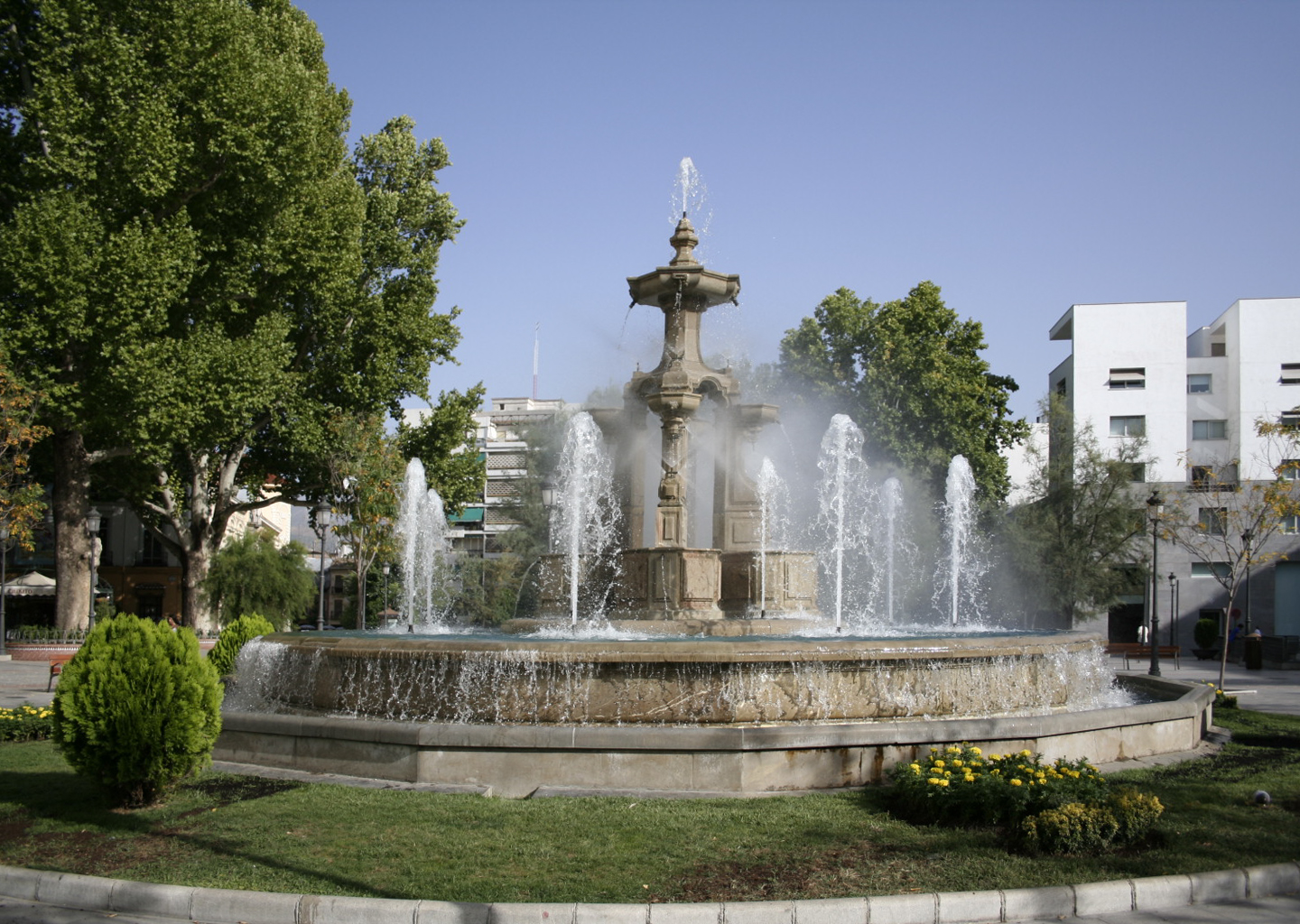
Fuente de las Batallas
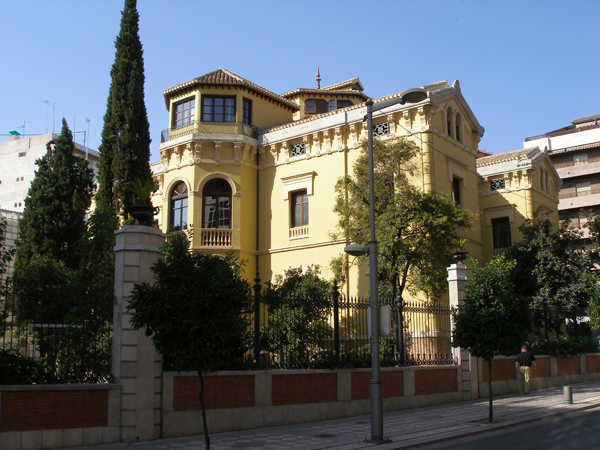
Palacio de los Patos